# The Goonies: Original Motion Picture Soundtrack
The Goonies: Original Motion Picture Soundtrack es la banda sonora de la película de 1985 Los Goonies. El álbum es conocido sobre todo porque incluía la canción "The Goonies 'R' Good Enough" de la cantante Cyndi Lauper, quien tuvo un aparición en la película (como ella misma, cantando la canción en la televisión). Salió en formato casete y LP, y una edición en CD limitada en algunos países.
En 2010, un álbum de música original fue lanzado con la banda sonora completa de Dave Grusin.

## Listado de temas
Nota: La canción "Red Hot" de Joseph Williams está ausente de la banda sonora posiblemente debido a las reclamaciones de derechos de autor. Sin embargo se puede escuchar, aunque apenas audible, cuando la señora Walsh (la madre de Brad y Mickey) y Rosalita entran en el domicilio de los Walsh.
La canción "Fratelli Chase" fue omitida de la banda sonora, pero está disponible en el álbum de Grusin de 1987, CineMagic.
1. "The Goonies 'R' Good Enough" (Cyndi Lauper)
2. "Eight Arms to Hold You" (Goon Squad)
3. "Love Is Alive" (Philip Bailey)
4. "I Got Nothing" (The Bangles)
5. "14K" (Teena Marie)
6. "Wherever You're Goin' (It's Alright)" (REO Speedwagon)
7. "She's So Good to Me" (Luther Vandross)
8. "What a Thrill" (Cyndi Lauper)
9. "Save the Night" (Joseph Williams)
10. "Theme From the Goonies" (Dave Grusin)

### Reedición de 2010
1. "The Goonies 'R' Good Enough" (Cyndi Lauper)
2. "Eight Arms to Hold You" (Goon Squad)
3. "Love Is Alive" (Philip Bailey)
4. "I Got Nothing" (The Bangles)
5. "14K" (Teena Marie)
6. "Wherever You're Goin' (It's Alright)" (REO Speedwagon)
7. "She's So Good to Me" (Luther Vandross)
8. "What a Thrill" (Cyndi Lauper)
9. "Save the Night" (Joseph Williams)
10. "Theme From the Goonies" (Dave Grusin)
11. "Eight Arms to Hold You (Vocal Mix)" (Goon Squad)
12. "The Goonies 'R' Good Enough (Dance Remix)" (Cyndi Lauper)

## Listas
| Gráfico       | Pico |
| ------------- | ---- |
| Billboard 200 | 72   |

## Fechas de lanzamiento
| Lugar                      | Año  | Discografía | Formato          |
| -------------------------- | ---- | ----------- | ---------------- |
| Estados Unidos             | 1985 | Epic        | LP/Casete/Cd     |
| Estados Unidos (Relanzado) | 2008 | Sony        | Descarga Digital |
| Japón                      | 2009 | Epic        | CD               |